# ペドロ・モレネス
ペドロ・デ・モレネス・イ・アルバレス・デ・エウラーテ(スペイン語: Pedro de Morenés y Álvarez de Eulate, 1948年9月17日 - )は、スペイン・ゲチョ出身の実業家・官僚・政治家・外交官。2011年から2016年まで国民党(PP)のマリアーノ・ラホイ政権で国防大臣を務めた。2017年から2018年にかけて、在アメリカ合衆国スペイン大使を務めていた。

## 経歴
1948年9月17日、ビスカヤ県ゲチョのラス・アレーナス地区に生まれた。第4代アレソン子爵であるドン・ホセ・マリア・デ・モレネス・イ・カルバハル（スペインの大公であるアサルト伯爵の息子）と、ドニャ・アナ・ソフィア・アルバレス・デ・エウラーテ・イ・マク＝マオンの第二子だった。パンプローナのナバーラ大学で法学を学び、ビルバオのデウスト大学で企業経営学を学ぶと、ドイツのブレーメン船舶経営研究所(Bremen Institute of Shipping Economics)で船舶経営学と経済学の修士号を取得した。
1979年に法曹としてのキャリアを開始し、民間の法律事務所で働いた後、1991年に国家産業公社(INI)の造船部門で法律サービス課長となった。また、マドリードのスペイン海事研究所では船舶契約や海運輸送の教授となり、またヨーロッパ海事研究所の教授となった。1994年、国家産業公社の造船部門の商業課マネジング・ディレクターとなり、運営委員会のメンバーとなった。続いて、1996年5月には国防省の防衛局長官に任命された。4年後の2000年5月、内務省の防衛局長官に任命され、2年間の任期を全うした。2002年8月には科学技術省の科学技術政策局長官となり、2005年3月まで任期を務めた。2005年3月には実業家協会の事務局長に就任し、2010年6月まで務めた。2009年1月、ナバレス・デル・ノルテ建設の取締役会長に就任し、2011年1月まで会長を務めた。
2010年6月には、ミサイル製造やミサイル制御に関する会社であるMBDAスペインの社長に就任し、2011年1月には民間警備会社であるセグール・イベリカの社長に就任した。これらの任期は2011年12月まで続いた。
2011年12月21日、国民党(PP)のマリアーノ・ラホイ内閣の国防大臣に就任した。2001年以後のアフガニスタン紛争において、スペインは国連軍の一員としてアフガニスタンに軍隊を駐留させているが、2012年にモレネスはこの任務を「戦争」と呼ぶタブーを犯した。2016年11月4日に国防大臣を退任し、マリア・ドローレス・デ・コスペダル・ガルシーアに引き継いだ。
2017年4月24日、ドナルド・トランプアメリカ合衆国大統領に信任状を捧呈し、在アメリカ合衆国スペイン大使に就任した。